# Promenade du Bœuf Gras

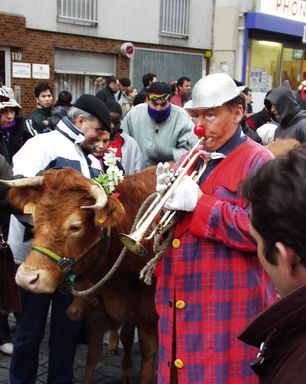
Pimprenelle e Pat le Clown in testa al corteo del Carnevale di Parigi del 2004.

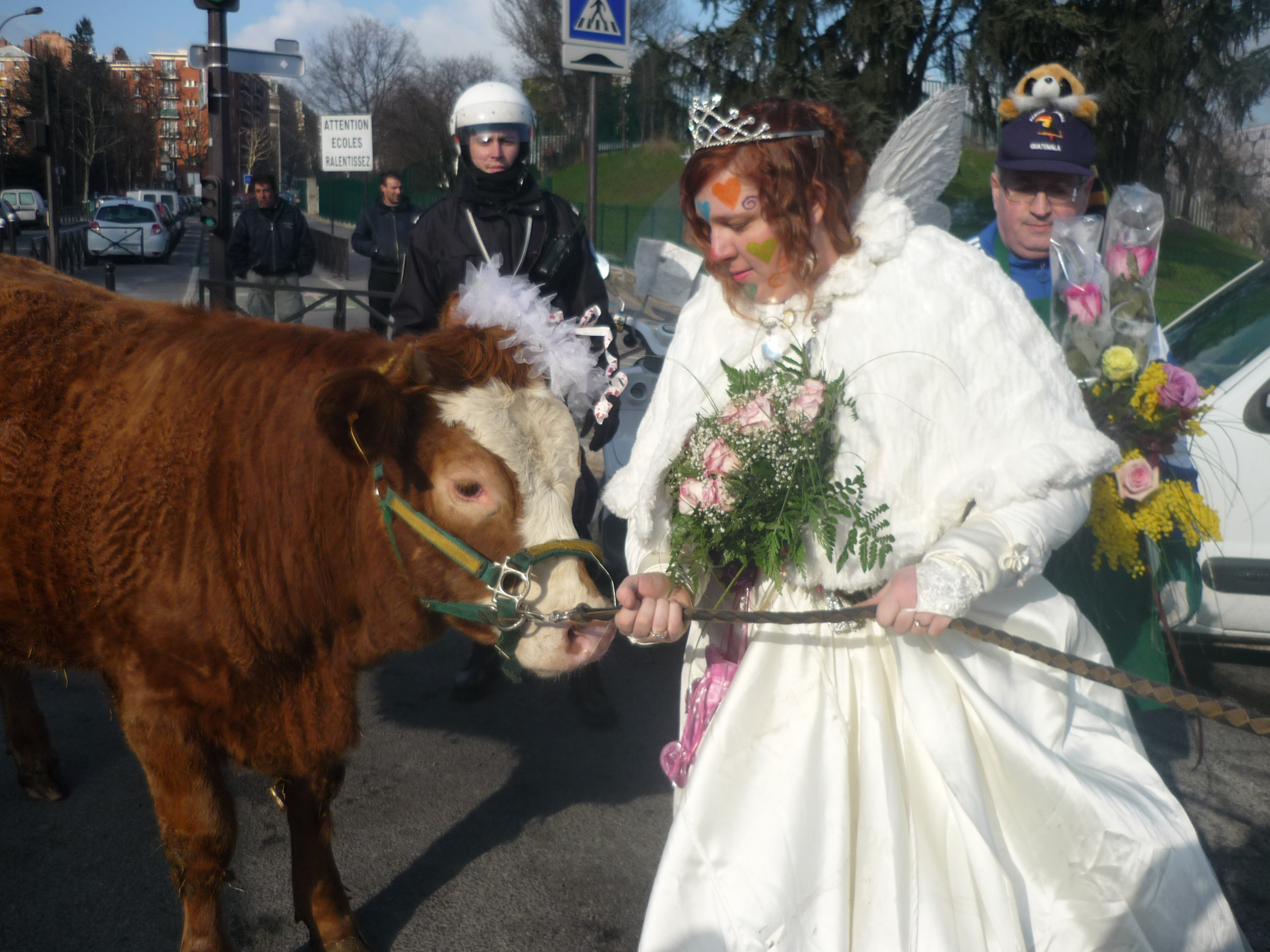
Alexandra Bristiel che conduce Esméralda al Carnevale di Parigi del 2010.

La Promenade du Bœuf Gras (in italiano: "Sfilata del bue grasso"), detta anche Fête du Bœuf Gras ("festa del bue grasso"), Cavalcade du Bœuf Gras ("cavalcata del bue grasso"), Fête du Bœuf villé (ovvero sia: promené en ville, cioè "fatto passeggiare in città"), Fête du Bœuf viellé ("festa del bue in città"), è una sfilata del Carnevale di Parigi. Essa, accompagnata da momenti musicali, consiste in una sfilata con un bue che viene decorato con corone di fiori e decorazioni dorate.
Nel XIX secolo, a Parigi, la festività del bue grasso iniziò a prendere sempre più piede sino a raggiungere le dimensioni di un corteo gigantesco, divenendo di fatto la festa principale di Parigi protagonista del carnevale locale. A partire dal 1870 il corteo subì problemi a seguito di una serie di eventi, come per esempio lo sciopero dei macellai parigini dopo l'affare di Mathurin Couder che sospese la manifestazione nel 1869-1873, oltre all'assenza del sindaco di Parigi a coordinare le manifestazioni che compromise quella del 1877.
Dopo 45 anni d'interruzione (la manifestazione venne sospesa dopo la guerra), rinacque nel 1998 per iniziativa di Basile Pachkoff. A partire dal 2002 si svolge la domenica successiva al martedì grasso, anziché il giorno stesso.

## Storia della manifestazione

### Possibili origini della festa

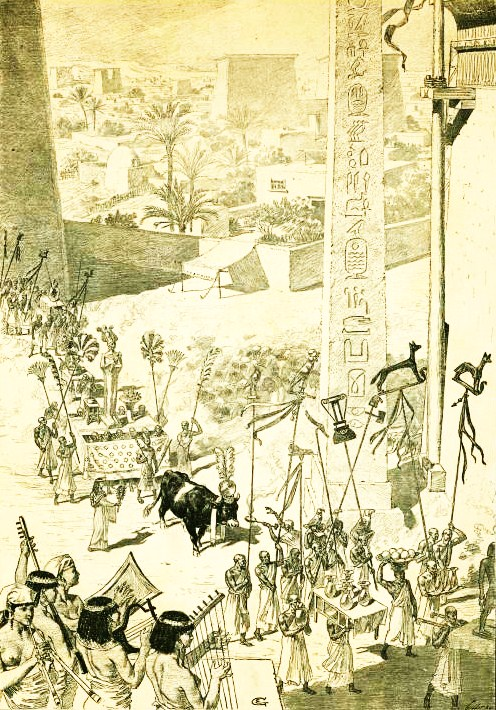
La favola dell'origine egiziana della fesa del bue grasso, in un'illustrazione di Charles Gillot del 1884.

L'origine precisa e la data della prima festa del bue grasso in Francia sono sconosciute. Una spiegazione sembrerebbe ricondurne l'origine a un antico rituale pagano. In un numero del 1739 del Mercure de France vi è una descrizione della promenade nella quale si precisa:
.
Da un numero della rivista Correspondance secrète datato al 1783, la festa festa viene fatta derivare

Nel programma della festa per l'anno 1805, il poeta umoristico Antoine-Pierre-Augustin de Piis disse che la tradizione traeva le sue origini dalla: 
. Théophile Gautier nel 1847 e Léo Delibes, che durante la loro giovinezza musicarono questo testo relativo alla festa, ne fecero derivare un canto poi cantato nel 1891 al théâtre des Bouffes-Parisiens da Désiré e Léonce :
Honneur au bœuf Apis,
À l'enfant de Memphis;
C'est le roi du bétail,
Contemplez son poitrail.
On admirait sa peau
Quand il n'était qu'un veau;
Depuis qu'il est taureau.
Mon Dieu qu'il est donc beau!
In realtà tutti i sostenitori della derivazione del rito dalla tradizione egiziana hanno sempre omesso di considerare che nel caso del rito di Api non si trattava di un bue ma di un toro.
Un'altra spiegazione dell'origine della festa si trova in un documento stampato nel 1896 e conservato nei dossiers Actualités Carnaval della Bibliothèque historique de la ville de Paris:
Il macellaio che era abilitato a svolgere la sua professione anche nel periodo quaresimale, doveva essere noto al grande pubblico per fare sì che tutti sapessero a chi rivolgersi in caso di bisogno e pertanto si giunse a realizzare un concorso per decidere a chi dovesse essere garantito questo privilegio. Il privilegio si concedeva sulla base della bestia più bella che poteva essere portata a giudizio di una commissione e pertanto il vincitore otteneva a giudizio di tutti il permesso di potere esercitare la propria professione in Quaresima.
Il bue, coronato di fiori, veniva portato trionfalmente in processione, con suono di tromba, per le vie della città, così che tutti potessero conoscere il macellaio della Quaresima e i suoi meravigliosi prodotti.»

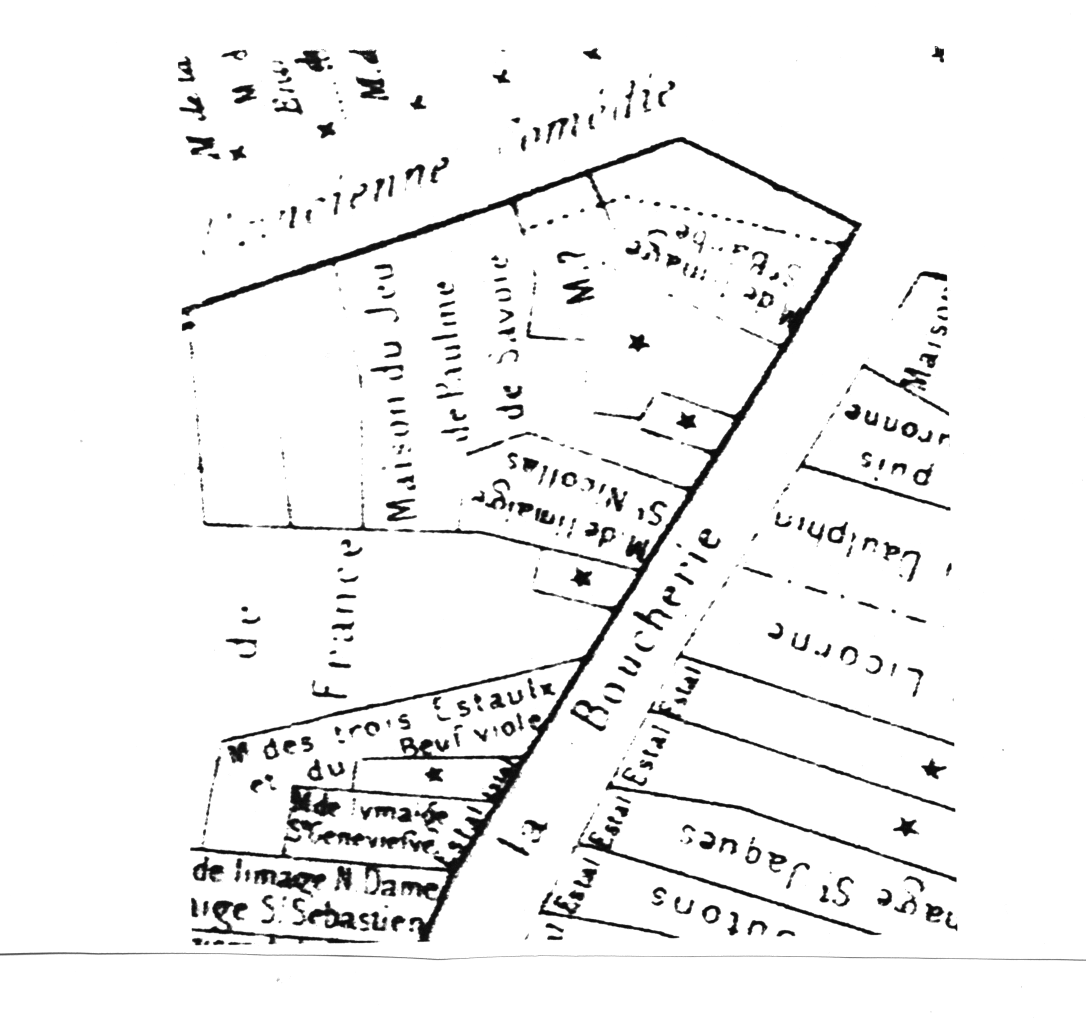
Dettaglio di una mappa di Berty, dove si trova la « Maison des Trois Estaulx et du Beuf violé »

Un documento datato al 1274 menziona l'esistenza di una « Maison des trois Estaulx et du Beuf violé ». Il luogo era contraddistinto da un'insegna che rappresentava tre banchi e un bue con una viola da gamba. Questa casa si ritrova anche al foglio 9 del plan archéologique de Paris, detto comunemente plan de Berty. Nel medesimo libro, viene indicato che la strada dove si trovava l'abitazione aveva il nome di Rue des Boucheries, o Rue de la Boucherie. Attualmente tale via occupa la parte occidentale della rue de l'École-de-Médecine. A oggi nulla indica direttamente il collegamento di questi luoghi con la sfilata del bue grasso che si tiene annualmente.

### Le prime sfilate
La Promenade du Bœuf Gras fu, assieme al resto del Carnevale di Parigi, interdetto durante il periodo della Rivoluzione Francese. Le festività carnevalesche ripresero sotto il Primo impero francese. Il ritorno del Bœuf Gras venne attestato nel 1806 dove un'ordinanza del prefetto di polizia, il barone Dubois, tentò di regolamentare la ripresa di questa tradizione fissando tra l'altro i costumi dei partecipanti al corteo e la sua composizione. Il corteo venne inoltre ammesso ad arrivare sino al Palazzo delle Tuileries. Nel febbraio del 1813, per una sola e unica volta, per conseguenza di alcune preoccupazioni politiche, il bambino tradizionalmente prescelto per rappresentare Eros, il dio dell'amore, venne rimpiazzato dal dio Marte. Sette anni più tardi, Louvel assistette al corte del bue grasso e riuscì in quell'occasione ad assassinare il duca di Berry. La suite des réjouissance de rue est alors proscrite par le préfet de police Jules Anglès La sfilata venne annullata per l'anno 1848 a causa della Rivoluzione di quell'anno. Le autorità parigine si opposero anche per qualche tempo dopo alla riorganizzazione del corteo. Nel 1849 la sfilata si tenne a Versailles e, nel 1850, sebbene in un primo tempo si fosse prescelto di riportare la manifestazione nella capital, si svolse infine negli allora comuni limitrofi di Montmartre, Batignolles e La Chapelle, che vennero uniti a Parigi due anni più tardi. L'anno successivo, Lucien Arnault il vecchio, direttore dell'ippodromo parigino, fece rinascere questa tradizione dopo tre anni di interruzione, davanti a un pubblico di 300.000 spettatori · . Il l'organise également en 1852.

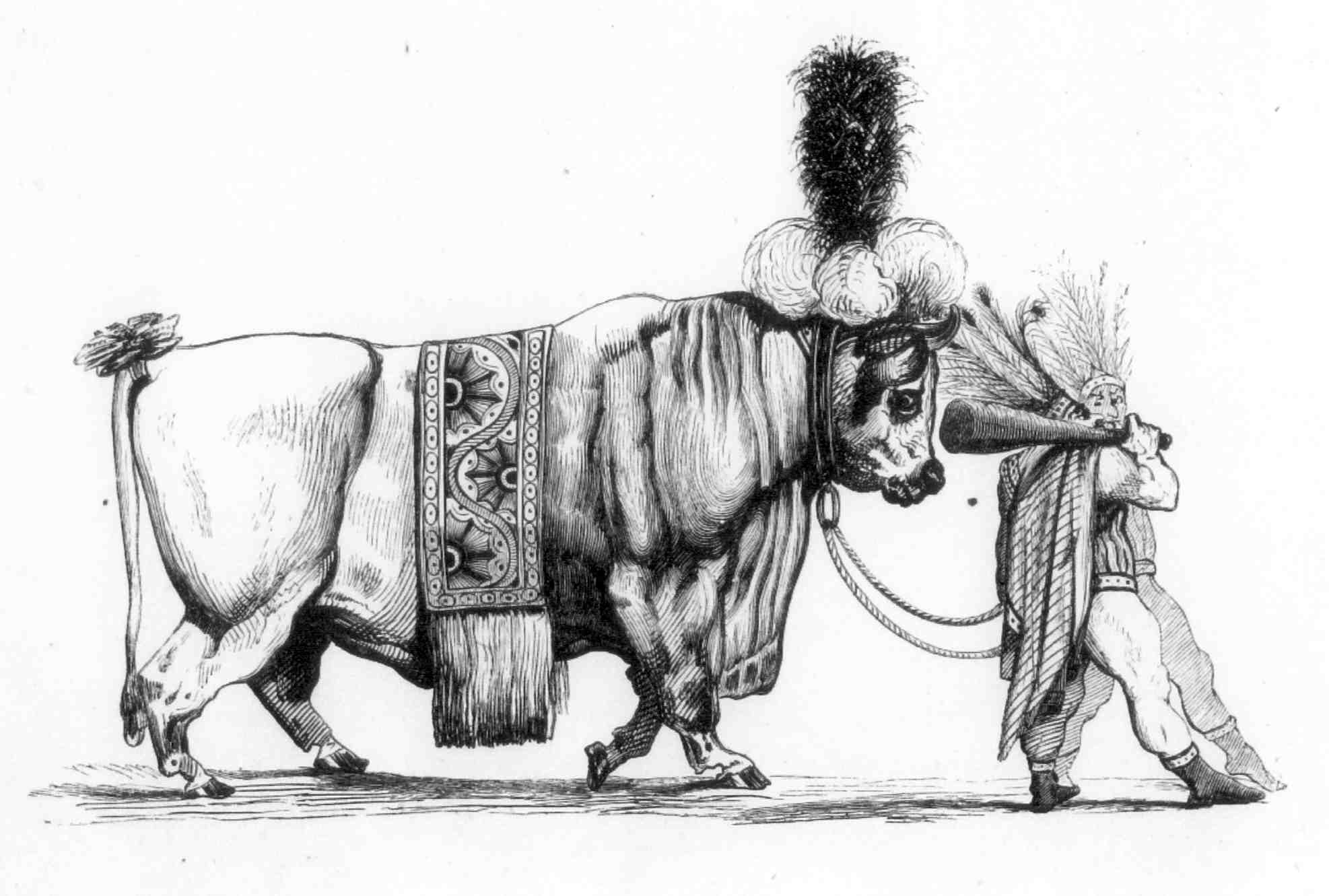
Le Bœuf Gras, incisione di Porret, 1830
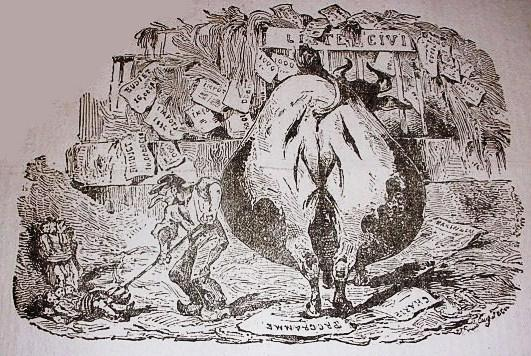
Il bue grasso del 1834, caricatura contro Luigi Filippo di Francia[18].
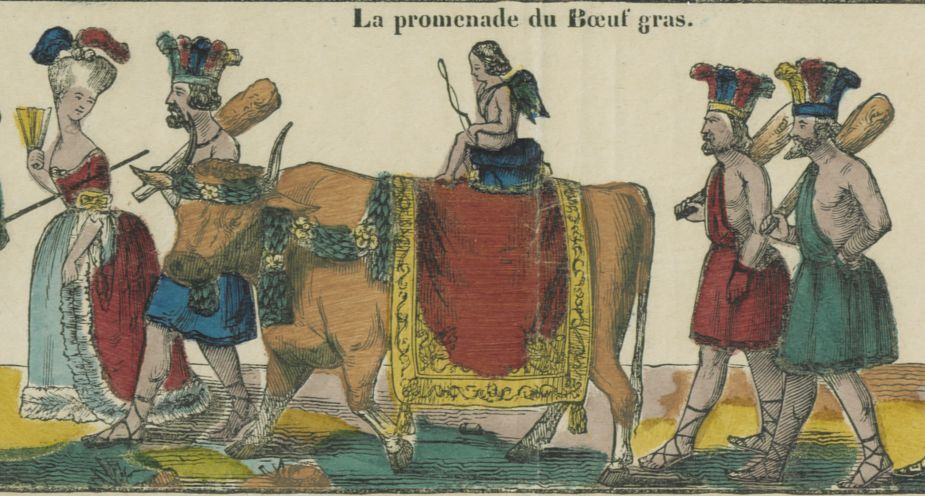
Le Bœuf gras, Imagerie d'Épinal, silografia, 1843
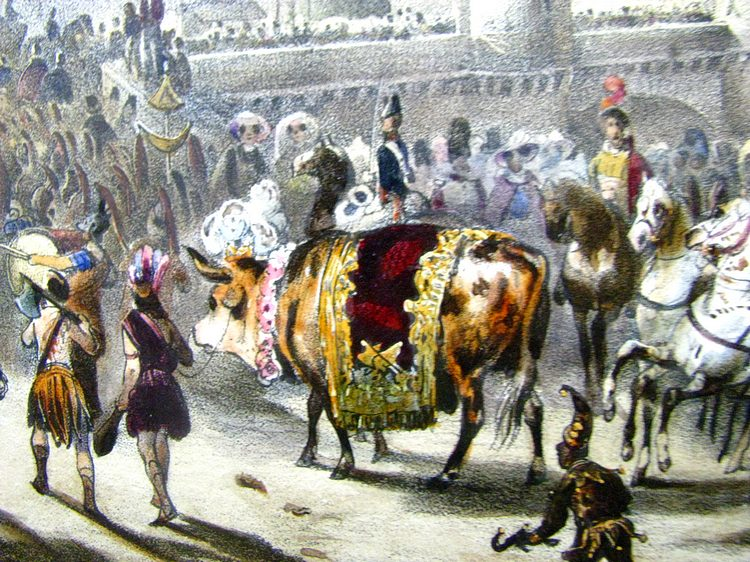
Le Bœuf Gras, 1843, dettaglio di una stampa anonima acquarellata
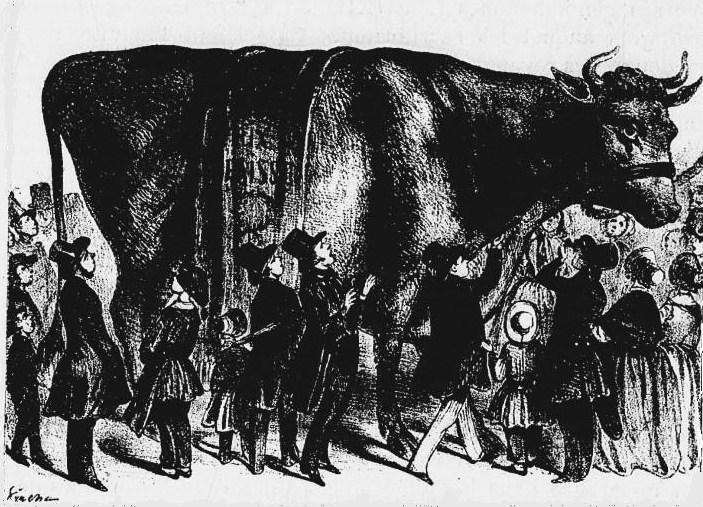
«Quelle prodigieuse bête !!! Si nous pouvions être un jour de cette force-là!!», disegno di Pruche, 1843
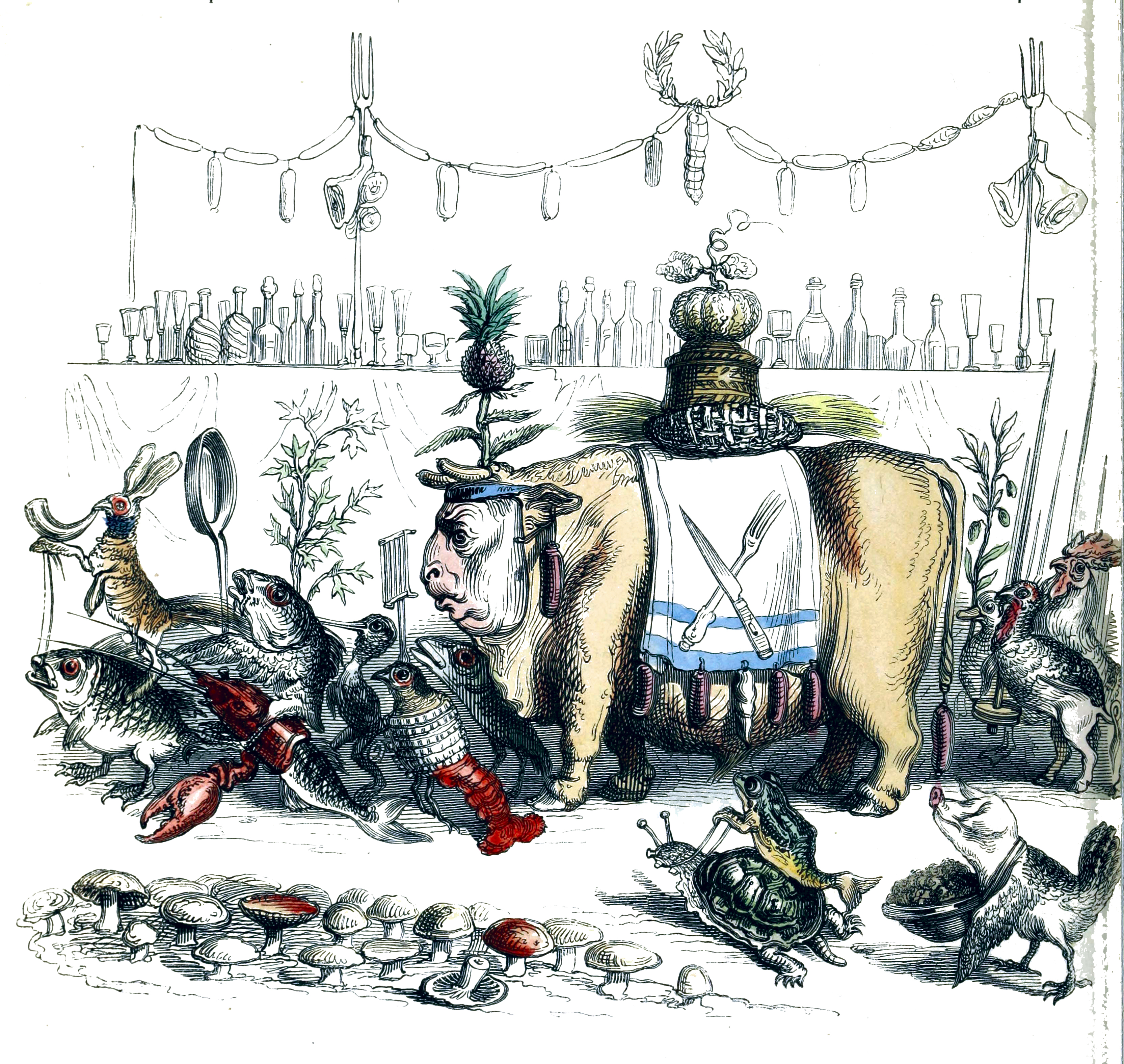
Il bue grasso visto da Grandville nel 1844

### Una lunga pausa

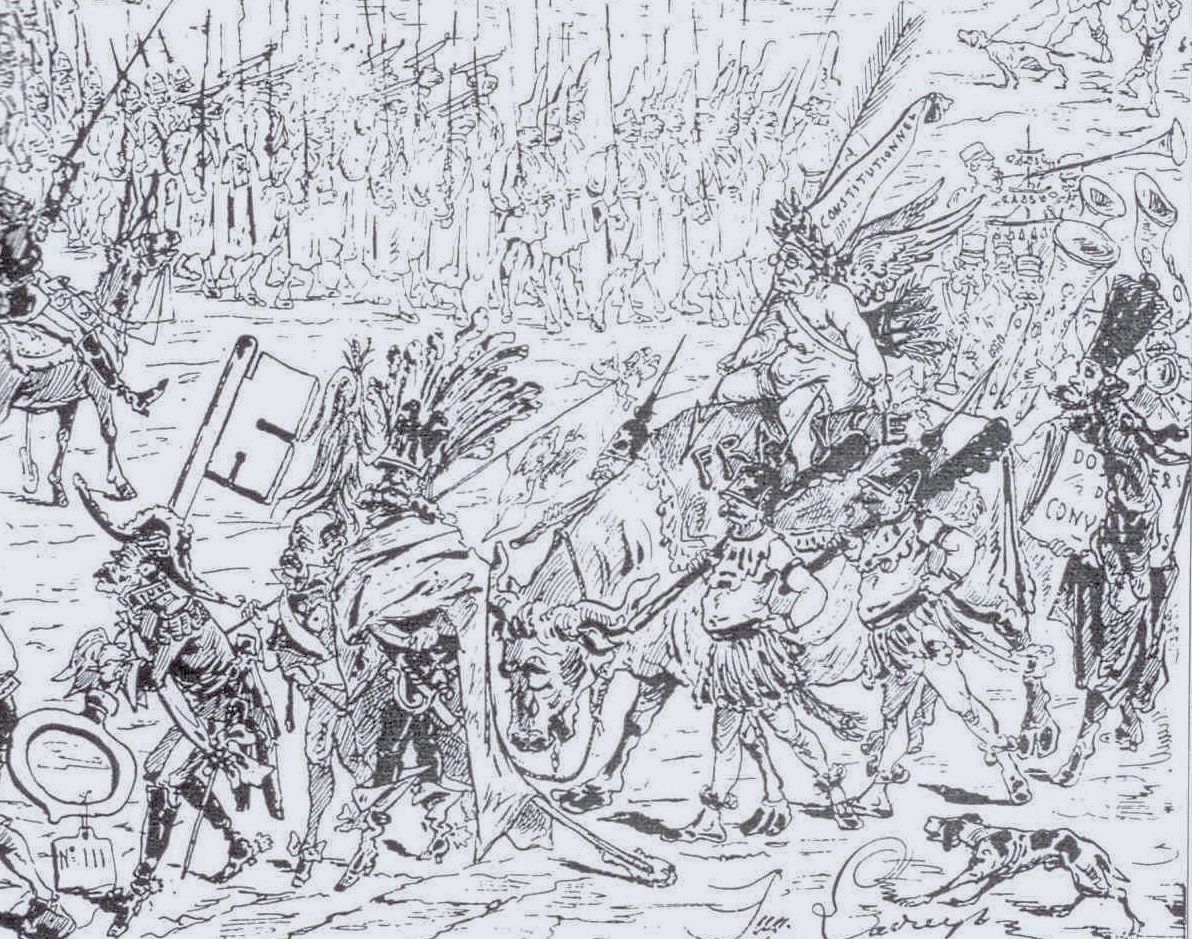
Dettaglio dell'illustrazione di una canzone diffusa a Parigi il martedì grasso del 1871.

All'inizio dell'anno 1871, la guerra franco-prussiana era terminata con l'armistizio generale siglato il 15 febbraio con una Francia battuta e occupata dai prussiani. Il martedì grasso cadeva appena sei giorni dopo, il 21 febbraio. Le festività del carnevale di Parigi per i giorni grassi del 1871 vennero vietate dalla polizia. Qualche facinoroso sfilò lo stesso. Un document est diffusé à cette occasion. Venne creata una canzone e una caricatura raffigurante il nuovo capo di stato e del governo, Adolphe Thiers, che ebbe ampia diffusione dove ancora una volta la figura del tradizionale bue grasso venne utilizzata per scopi politici e satirici, ovvero venne raffigurato con il cartello al collo con la scritta "FRANCE" a indicare che la Francia stessa si presentava come l'animale sacrificale dell'armistizio siglato con i prussiani. Il testo della canzone recitava così:
| Bientôt, grâce à l'armistice, Dans Paris défileront, Sir Guillaume et sa milice; Cachons vite, il n'est que temps, Nos pendules, notre argent. | La royale promenade, Tombe juste au carnaval; Le défilé triomphal, Servira de mascarade; Pour nous ça remplacera Le cortège du bœuf gras. |

Nel corso del carnevale del 1872 la figura del bue grasso scomparve.

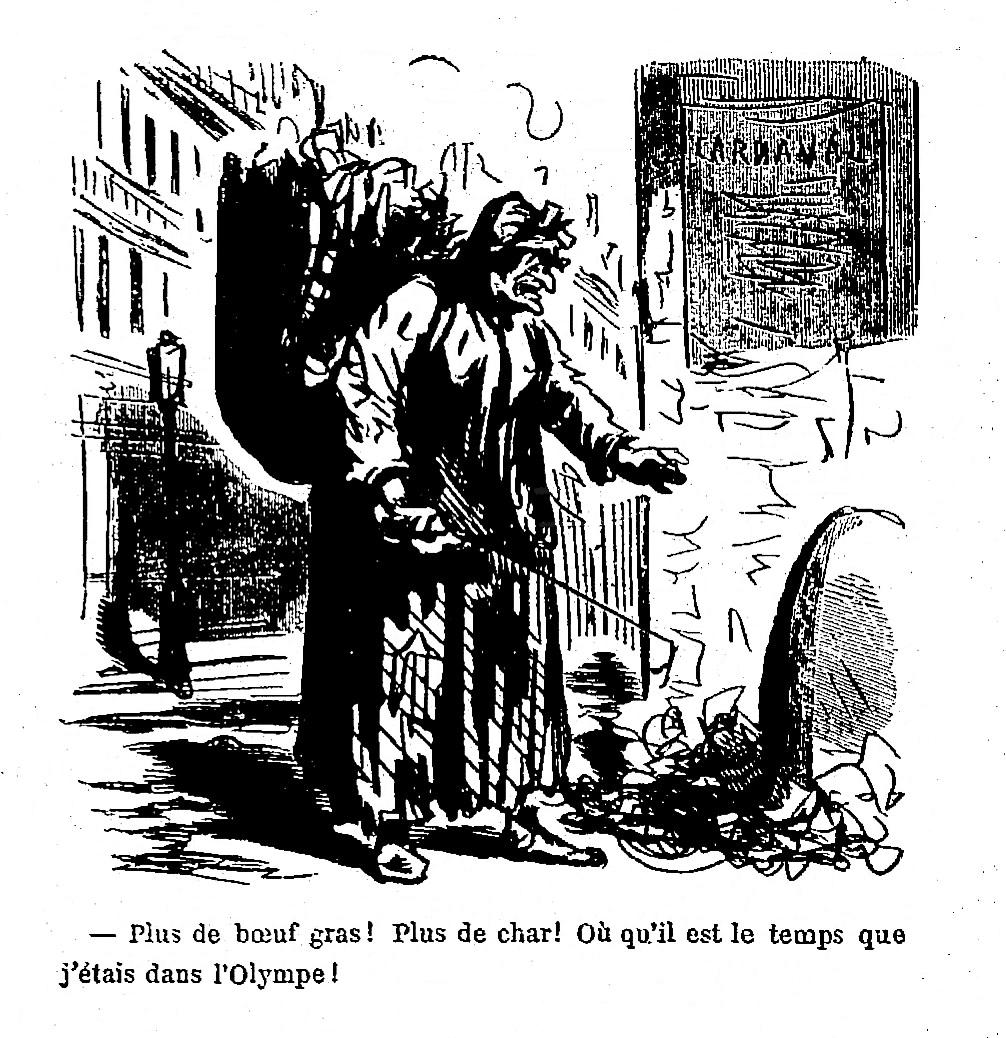
Nel 1873, una vignetta scherzosa pone il caso della sparizione del bue grasso. Caricatura di Cham.

La promenade venne ripresa nel 1873, e nel 1874 essa riprese con nuovi finanziamenti anche privati. Dieci anni più tardi, a ogni modo, fu per merito della Camera sindacale dei macellai di Parigi che venne ripresa la manifestazione tradizionale · .

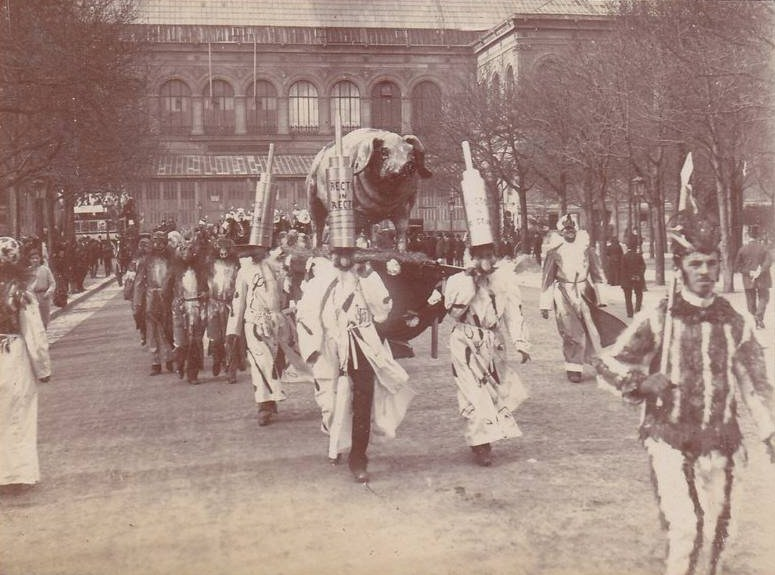
Il « bœuf gras, modèle rive gauche, alias : cochon » portato in processione dagli studenti parigini alla Mi-Carême del 1894.

La rinascita della tradizione del Bœuf Gras a ogni modo riprese regolarmente solo nel 1891 · . A ogni modo il presidente del consiglio e il ministro della guerra Charles de Freycinet appose il suo veto e rifiutò di consentire agli organizzatori di portare a compimento la sfilata, decisione ancora una volta molto contestata · . L'anno successivo due cortei informali che si svolsero a Parigi il martedì grasso ripresero ancora una volta la tradizionale figura del bue grasso portato in processione. Nel 1892, su pressione del Moulin-Rouge, venne realizzato un gigantesco bue rosso di cartapesta. Questa "cavalcata" si svolse uguale anche per i due anni successivi. Nel 1894 gli studenti parigini organizzarono un corteo riprendendo la figura del bue grasso, ma tramutandolo nella figura di un enorme maiale di cartapesta.

### La rinascita del corteo

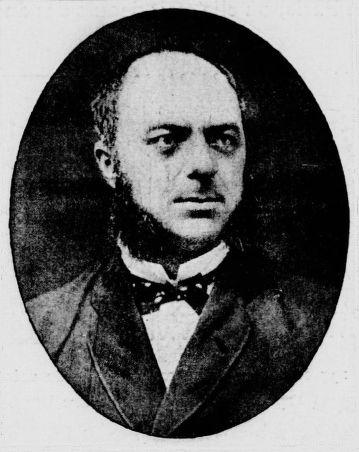
Charles Zidler, responsabile della cavalcades du Bœuf Gras del 1896 e del 1897.

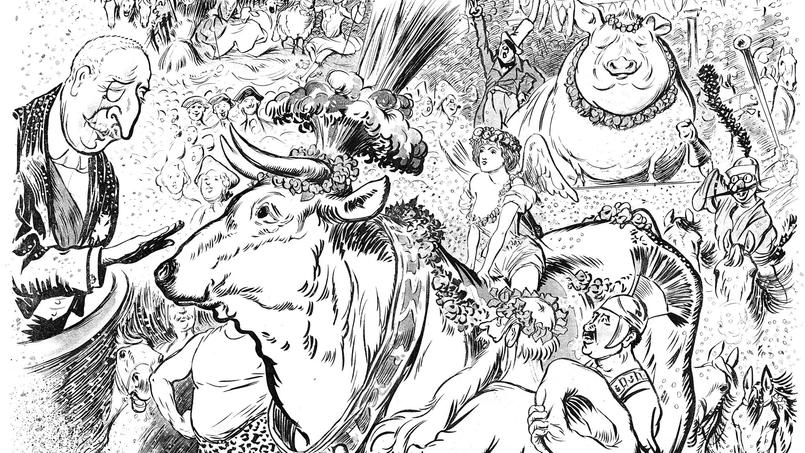
Le Bœuf Gras 1896 salutato da Félix Faure al Palazzo dell'Eliseo, dettaglio di un disegno a colori di Caran d'Ache apparso su Le Figaro.

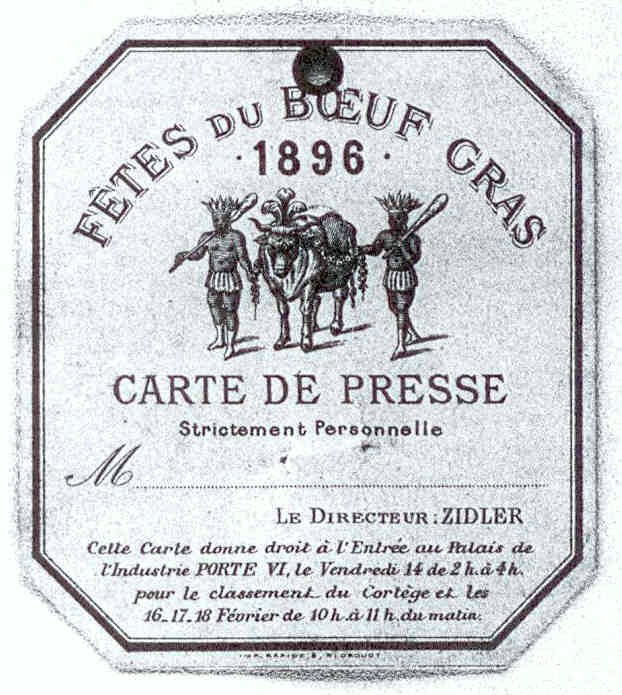
Carta d'invito alla manifestazione del bue grasso de 1896 dove si notano i due sacrificatori nel tradizionale costume da selvaggi.

Nel 1895, dopo venticinque anni, i parigini attendevano con impazienza il ritorno della sfilata del bue grasso che si svolgeva annualmente, ma l'aspetto finanziario era il principale freno alla rinascita della manifestazione. I parigini si erano molto risentiti negli anni dell'assenza di questa festività:
Il 25 marzo 1895, quattro giorni prima della quaresima,, monsieur Caplain del Consiglio Comunale di Parigi propose ufficialmente il ritorno della tradizionale sfilata del bue grasso a Parigi. La proposta venne ufficialmente sostenuta con una tombola del valore di 500.000 franchi, sollecitando l'autorizzazione da parte del ministro dell'interno. Il progetto definitivo venne presentato al Consiglio il 6 dicembre successivo. Georges Clemenceau scrisse a tal proposito: « Il Consiglio municipale ha votato per ricreare la tradizionale processione del bue grasso. Solo grazie a esso può riprendere. »
Nel 1896, finalmente, la processione poté essere riorganizzata. Venne creato per l'occasione un Comité des fêtes du bœuf gras per l'anno 1896. Charles Zidler, un tempo macellaio e conciatore di pelli, figlio di un mercante nel medesimo campo, e ora direttore del Moulin Rouge e tra i migliori specialisti in fatto di spettacoli a Parigi, venne nominato responsabile della cavalcade. Venne lanciata una sottoscrizione che portò alla raccolta di 25.000 franchi per l'iniziativa (al 1995 le spese conteggiate a fine anno per l'evento giunsero di 100.000 franchi).
Domenica 16 febbraio 1896, alle 11.00, al segnale di un colpo di cannone, il corteo con in testa un bue di razza normanna lascio il Palais de l'Industrie, sull'avenue des Champs-Élysées. Nei due giorni successivi la promenade venne riproposta con altri due animali di razza limousine e di lazza charolaise. L'entusiasmo fu generale · . Le Instructions générales della prefettura di polizia diedero le istruzioni necessarie e l'evento procedette secondo le regole.
Un'eco di questa manifestazione si ebbe il giovedì grasso 12 marzo 1896 quando gli studenti del Quartiere Latino di Parigi fecero una loro sfilata con un bue magro realizzato in cartapesta chiamato popolarmente Minosdaure..

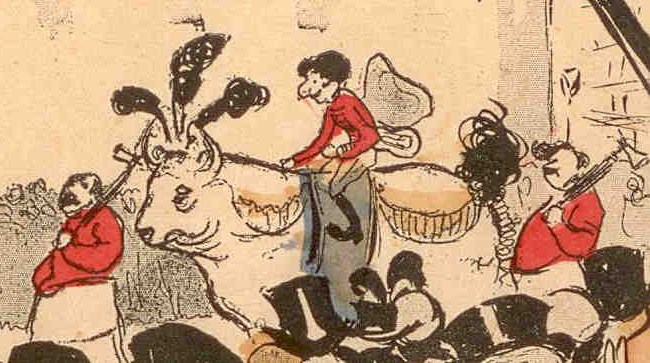
Caricatura estratta da l' Ordre et Marche du Bœuf Gras 1897.

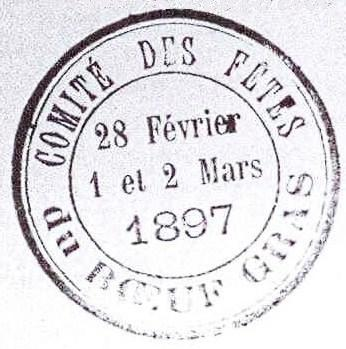
Timbro del Comité des Fêtes du Bœuf Gras 1897.

Malgrado il deficit realizzato per la festa del bue grasso del 1896, il 28 febbraio, il 1 marzo e il 2 marzo 1897 la cavalcata venne riproposta. In quest'occasione la cerimonia venne filmata da una équipe dei fratelli Lumière e da Georges Méliès. Anche questa rappresentazione fu un successo. Il giornale La Patrie riportò che «...la folla presente ieri sul percorso dell'intero corteo del bue grasso ammontava a seicentomila persone. »
Nel 1896 e nel 1897, in reazione alla gran pompa dedicata alla festa del bue grasso, gli artisti di Montmartre preferirono prendere parte alla Promenade de la Vache enragée o Vachalcade (gioco di parole composto dalle parole cavalcade e vache). Il responsabile di questa sfilata fu Joseph Oller.
Il 10 novembre 1897 era morto Charles Zidler, responsabile dell'organizzazione della cavalcata del bue grasso del 1896 e del 1897 e iniziò per la manifestazione un periodo meno motivato e minato da difficoltà finanziarie che per poco più di cinquant'anni interruppe definitivamente ogni corteo. Il 27 maggio 1951, la scuola di macelleria di Parigi riprese l'idea di riproporre per l'anno successivo l'antica tradizione del corteo. Il comitato per le feste del XIX arrondissement organizzò per il 20 aprile 1952 un'uscita del bue grasso su un percorso di 12 chilometri, comunque non assimilabile all'antica festa. L'esperimento venne soppresso e ripreso con l'importanza originaria solo nel 1990.

## Il corteo

### Scelta dell'animale e nome

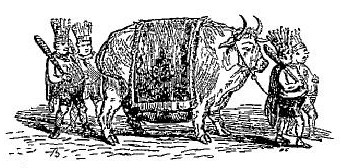
Il bue grasso in un'illustrazione di Bertall del 1845-1846. La legenda del disegno riporta: « Le bœuf gras. Élève sorti de l'institution Cornet.»

Nei secoli XVIII e XIX, i cortei del bue grasso comprendevano un certo numero di parametri comuni. Gli animali scelti, per esempio, avevano tutti la caratteristica di essere particolarmente corpulenti. Il termine gras era infatti utilizzato per designare un animale innanzitutto forte e quindi imponente, ma non necessariamente ricco di grasso. Nel 1829, per esempio, il Journal des débats riportò che 
.
A partire dal 1845 i buoi ebbero nomi particolari. Alcuni vennero denominati in relazione a eventi di attualità: la guerra con il Messico ne fece chiamare uno Mexico, mentre la vittoria di Napoleone III di Francia nella battaglia di Magenta ne fece chiamare uno Magenta. Altri avevano nomi di operette in voga come Rothomago e Lalla-Roukh nel 1863, di successi musicali come Tu-vas-me-l'payer nel 1862, L'pied qui remue nel 1863, oppure di canzoni alla moda o opere letterarie · . Nel 1845, prese il nome di Goriot dal protagonista di un romanzo di Balzac. L'anno successivo venne nominato Dagobert dal protagonista del romanzo Le Juif errant di Eugène Sue. La cavalcata che seguiva l'animale si compose del resto dei nomi dei principali personaggi del romanzo: Dagobert era affiancato da Jovial, con Rose e Blanche, il principe Djalma, il maresciallo Simon, Rodin, ecc.. A poco a poco iniziò a diffondersi il detto francese "fare il bue grasso" per indicare metaforicamente l'avere successo. Questa nuova moda venne commentata nel 1847 da Théophile Gautier e, con maggiore ironia, da Charles Monselet:
Sessantacinque anni più tardi, parlando di questa pratica, Le Gaulois scriveva, il 27 febbraio 1913: « È considerato un grande onore potere dare il nome al bue trionfatore del concorso dell'anno. Nella commissione vi sono Timothée Trimm, Thérésa, Émile Augier, Offenbac, Sardou, ecc. ».

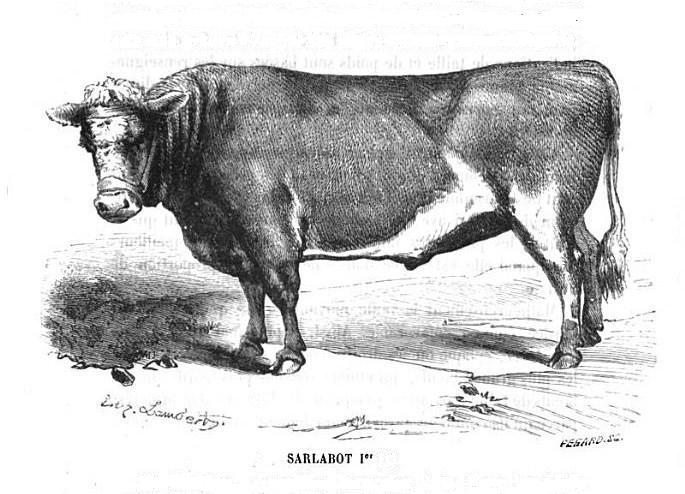
Sarlabot, il bue grasso del 1857

Nel 1857, la Promenade des Bœufs Gras suscitò un notevole interesse di pubblico per la presenza di Sarlabot, un bue appartenente alla nuova azza cotentina, altrimenti detta normanna, allevato e ingrassato da Henry Dutrône a Trousseauville-Dives · . Si trattava infatti di un bue senza corna, ottenuto dall'incrocio con una razza inglese senza corna. Il Journal d'agriculture pratique pubblicò un ritratto a incisione della bestia per illustrarne le caratteristiche. Sarlabot, che portava il nome del luogo ove era nato, venne abbattuto il 19 aprile 1857. A posteriori venne chiamato Sarlabot I, perché un altro Sarlabot della medesima razza parteciperà alla promenade dell'anno successivo. Alla sfilata del 1858 i costi lievitarono a 14.187 franchi e 10 centesimi.

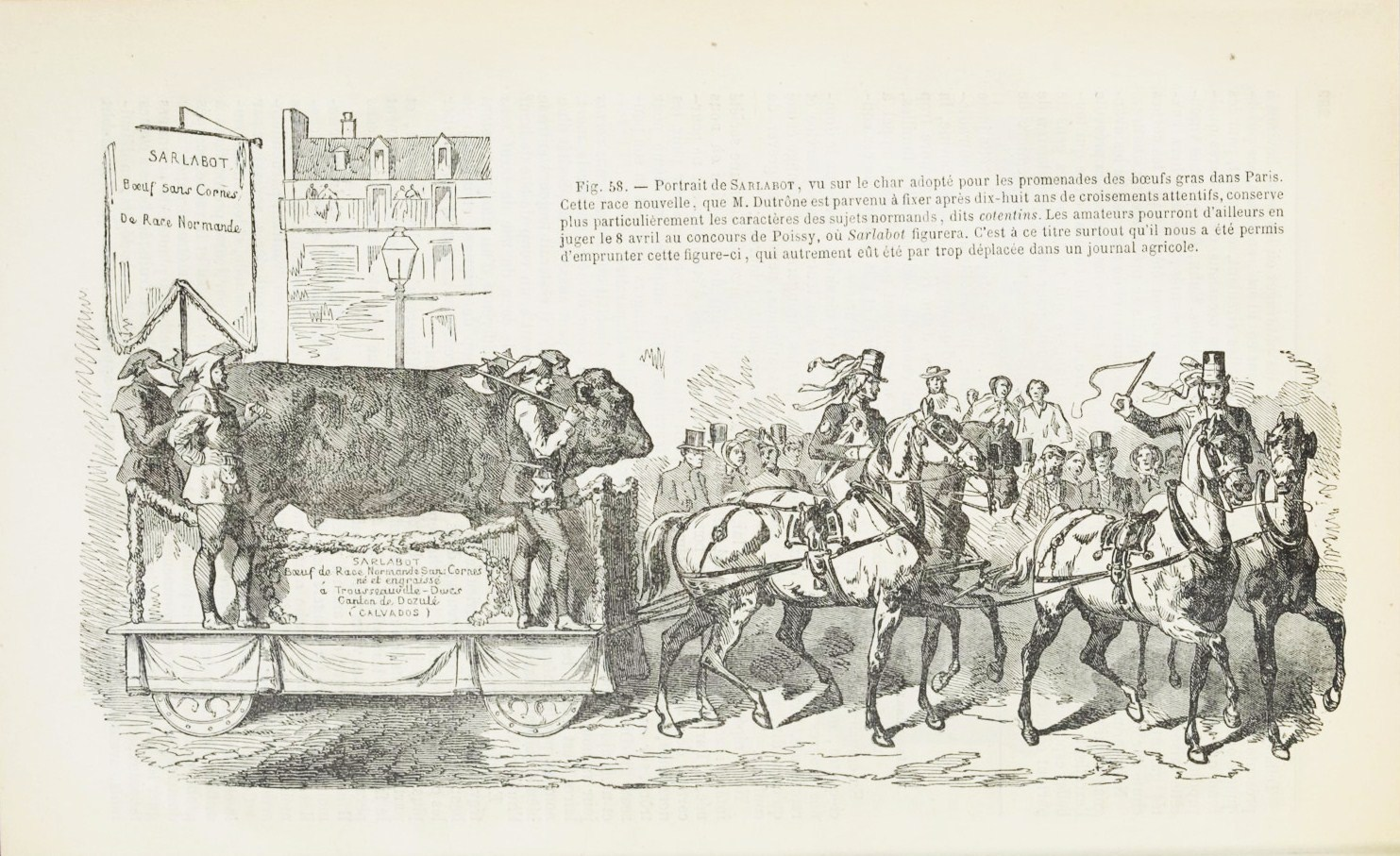
Il primo Sarlabot alla sfilata del 1857[65].
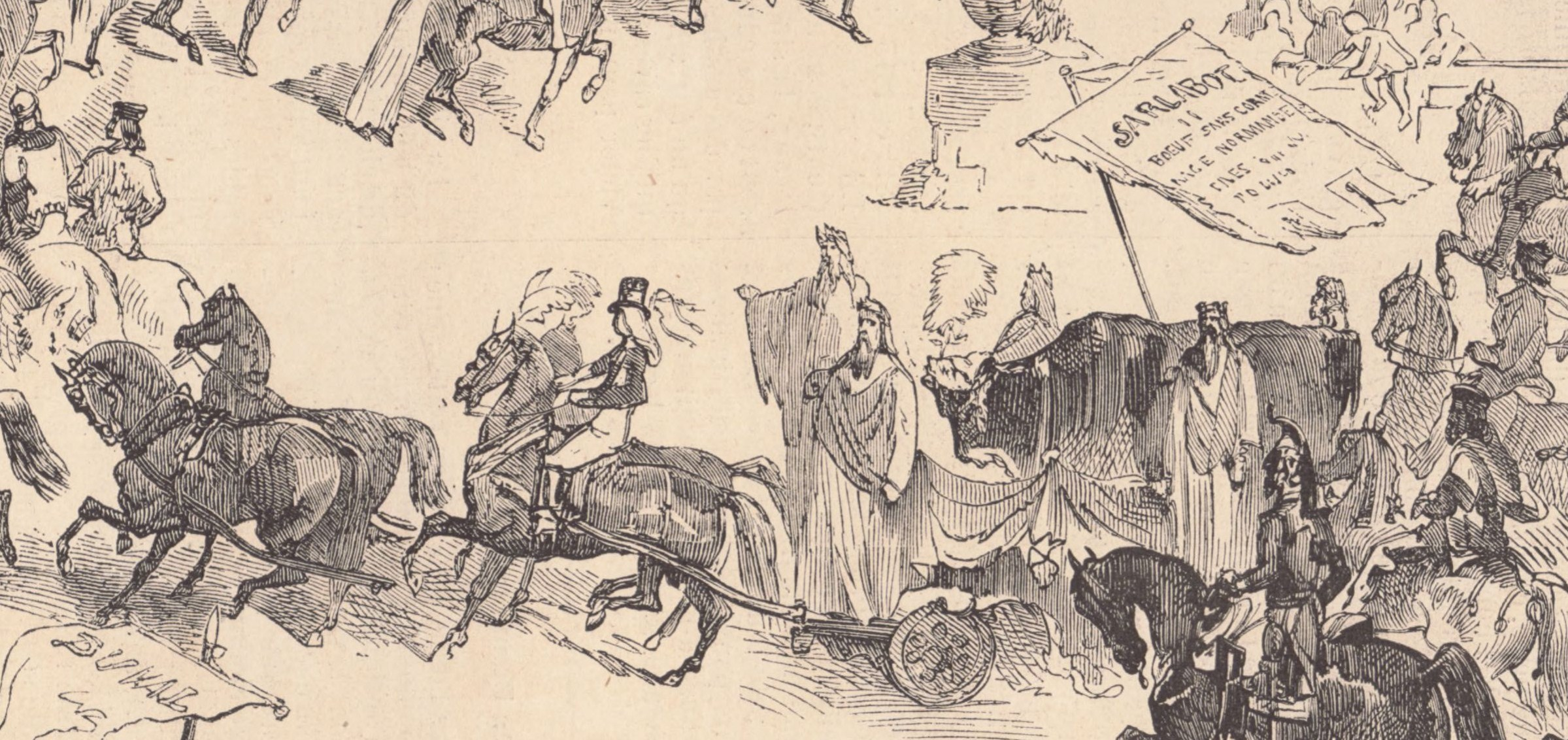
Il secondo Sarlabot alla sfilata del 1858[66].

Nel 1867 diversi giornali proposero un concorso per trovare l'animale più adatto per la sfilata. Il peso dei buoi prescelti doveva essere compreso tra i 1100 e i 1500 kg. L'età doveva essere compresa tra i quattro e i sei anni e di ottima razza.
Poteva succedere che in occasione della festa gli animali cambiassero effettivamente il nome con cui erano noti, adattandosi quindi alle esigenze della sfilata e con le tendenze del momento.

### Composizione del corteo e percorso

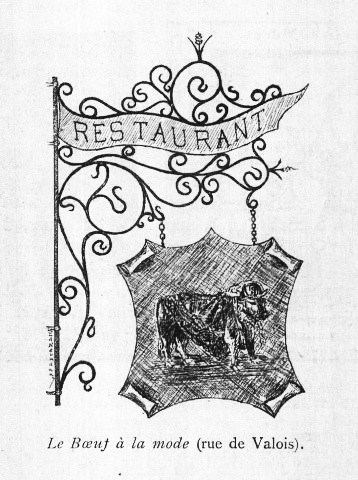
Insegna del ristorante Le Bœuf à la mode in rue de Valois a Parigi che raffigurava il Bœuf Gras inghirlandato di rose (disegno dell'epoca del Direttorio).

L'animale veniva condotto in processione con un apparato scenico ben preciso: su di esso vi erano diversi ornamenti, tra cui un bambino che gli stava sul dorso e una serie di personaggi che lo contornavano in costume con musicanti appositi. La presenza dei selvaggi, di macellai, di sacrificatori, di turchi divenne comune dalla fine del XIX secolo per sottolineare il legame tradizionale della parata.

La più antica descrizione di un corteo di questa manifestazione risale al 1739: il bue, decorato di ghirlande di fiori e altri ornamenti, con 
 era 
, e 
 I macellai che lo scortavano, vestiti da turchi, avevano dei 
 Altri due personaggi guidavano l'animale per le corna, mentre altri ancora suonavano il violoncello, il flauto e il tamburo intanto che altri animavano la festa con bastoni. Il corteo passava per diversi quartieri sino al Parlamento di Parigi.
Una descrizione della sfilata risalente al 1783 riporta sempre la presenza di un ragazzino a cavalcioni del bue come pure la presenza di fiori sulle corna. In questo caso i figuranti vengono indicati nel numero di dodici sempre vestiti alla turca ma a cavallo. La musica prescelta per quell'anno fu il celebre pezzo Marlborough. Il bue grasso venne "sacrificato" alla fine del percorso.
Alla fine di febbraio del 1816, il bue venne riccamente adornato con lo stemma di Francia a segnare il ritorno dei Borboni. Due anni più tardi, il bue grasso entrò nel cortile delle Tuileries e sfilò davanti al re e alla corte in attesa, Dalle Tuileries, il Bœuf-Gras venne condotto all'Eliseo, al Palais-Royal, al Palais Bourbon, e presso le abitazioni dei principali funzionari di Parigi.

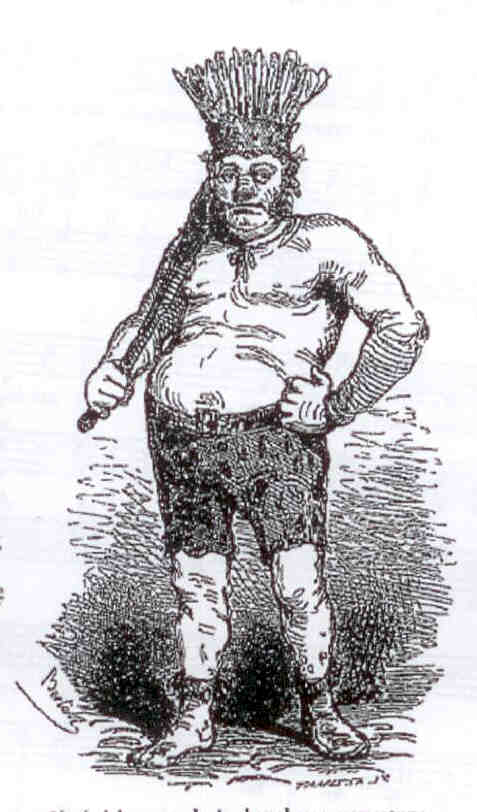
Un sacrificatore di scorta al Bœuf Gras nel 1845 circa.

Il dossier dell'organizzazione del corteo del Bœuf Gras di domenica 13 e martedì 15 febbraio 1825 riportò la presenza di quattro selvaggi, tre sacrificatori, tre turchi e venticinque tra musicisti e trombettieri, la figura di Amore, di suo padre, di un Mercurio e di un Marte, oltre alle allegorie dell'Abbondanza e della Pace e quattro soldati romani a rappresentare il commercio, oltre a cinque cavalieri per guidare il bue.
Il Journal des débats del 24 febbraio 1843, diede la descrizione del corteo del Bœuf Gras organizzato per la settima volta da M. Rolland, che sfilò la domenica grassa 26 e il martedì grasso 28 febbraio:
Nel 1846 gli organizzatori ebbero l'idea di porre il bue grasso su di un carro tirato da sei cavalli. Il veicolo pesava in tutto sei tonnellate, il triplo del peso dell'animale stesso. Dagobert, alla fine, venne costretto a proseguire il percorso a piedi per non affaticare inutilmente i cavalli.

Nel 1850 il corteo subì delle modifiche sostanziali: 
. L'anno successivo, il Boeuf Gras normanno denominato Liberté, venne scortato da un distaccamento della Guardia Repubblicana e da una compagnia di tamburini in costume da giannizzeri. Venne attorniato anche da quattro selvaggi in costumi tradizionali con piume multicolori e pelli di animali feroci. Seguivano poi donne che impersonavano Cerere e le quattro stagioni, cavalieri di epoca medievale e nuovamente dei membri della Guardia Repubblicana a cavallo.
Alla fine di febbraio del 1865 il macellaio Duval organizzò un grandioso corteo con otto buoi grassi, quando in una festa non se ne erano visti più di sei contemporaneamente oltre a quello prescelto per aprire la sfilata. Quattro sfilarono il primo giorno della cavalcata.

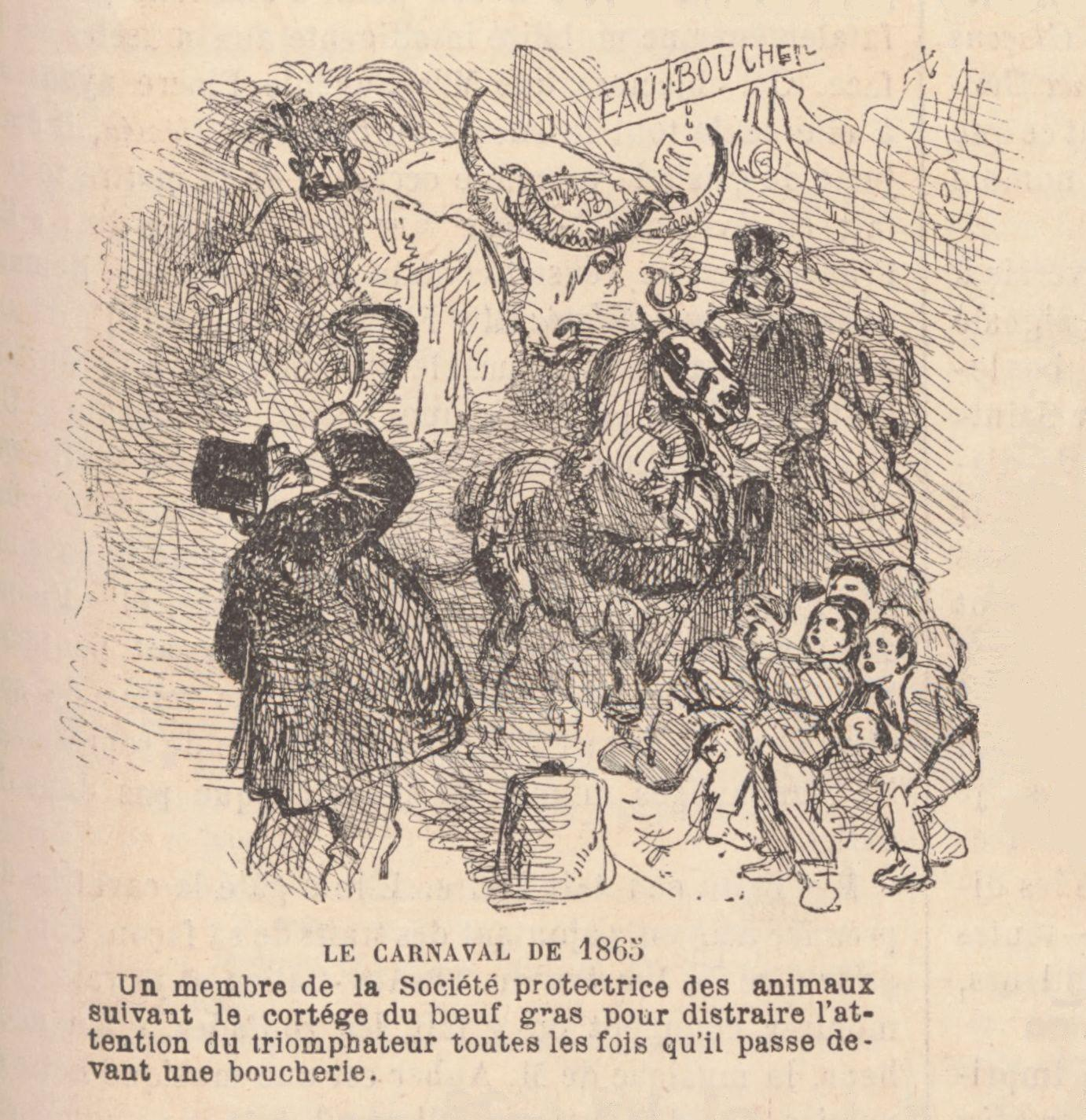
Il Bœuf Gras del 1865, caricatura apparsa sul Le Monde illustré.

Seguivano delle allegorie dell'agricoltura con tutti gli attributi del caso.
Alla fine di dicembre del 1895 il Consiglio municipale di Parigi emise una disposizione secondo la quale il corteo previsto per il 1896 avrebbe dovuto formarsi presso l'arco di trionfo de l'Etoile per poi discendere per l'avenue des Champs-Élysées.

## Cavalcare il bue grasso
Regolarmente il bue grasso era usato come animale da cavalcare nel corso della processione cerimoniale. Il Mercure de France riporta che a Parigi nel 1739, «sul bue veniva posto un bambino che teneva in una mano uno scettro e a cui i macellai si rivolgevano con il titolo di Maestà». Ma, la domenica 10 febbraio 1812, sulla piazza del Théâtre-des-Italiens, il Bœuf Gras imbizzarritosi gettò a terra il bambino che portava in groppa, fuggendo tra la folla e ferendo diverse persone. L'anno successivo venne rimpiazzato dalla figura di Cupido affiancato da un figurante che impersonava Marte. Il viaggiatore americano Franklin James Didier, meravigliato dal carnevale di Parigi, constatò la presenza di un 
.

Nel 1821 il Journal des débats descrisse l'arrivo del corteo del bue grasso al palazzo delle Tuileries mentre 
 Con il tempo a ogni modo si perse la moda di fare montare l'animale nel corso di questa festa per motivi di sicurezza.

## Annunci pubblicitari con ilBœuf Gras

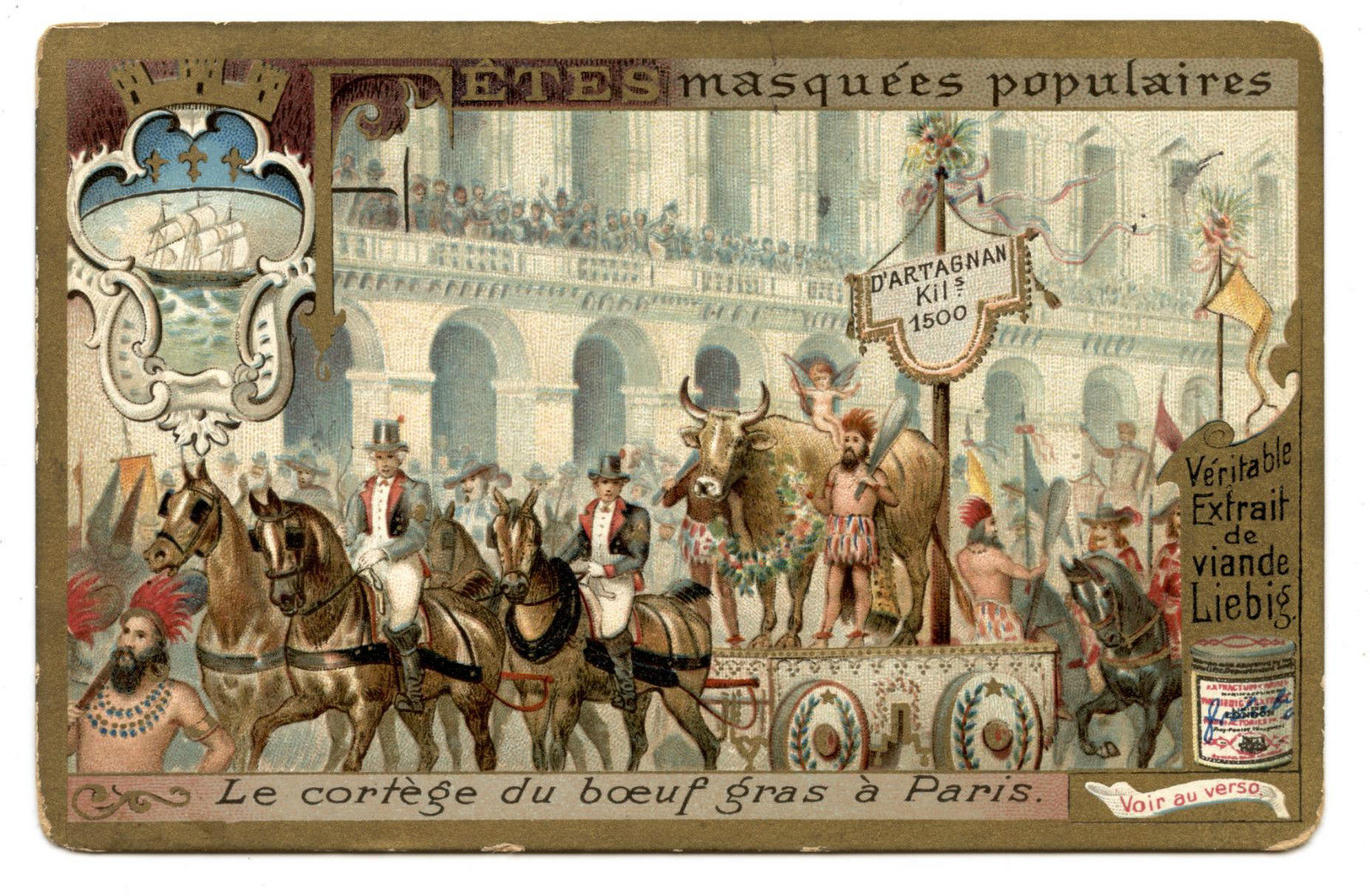
Dell'estratto di brodo Liebig
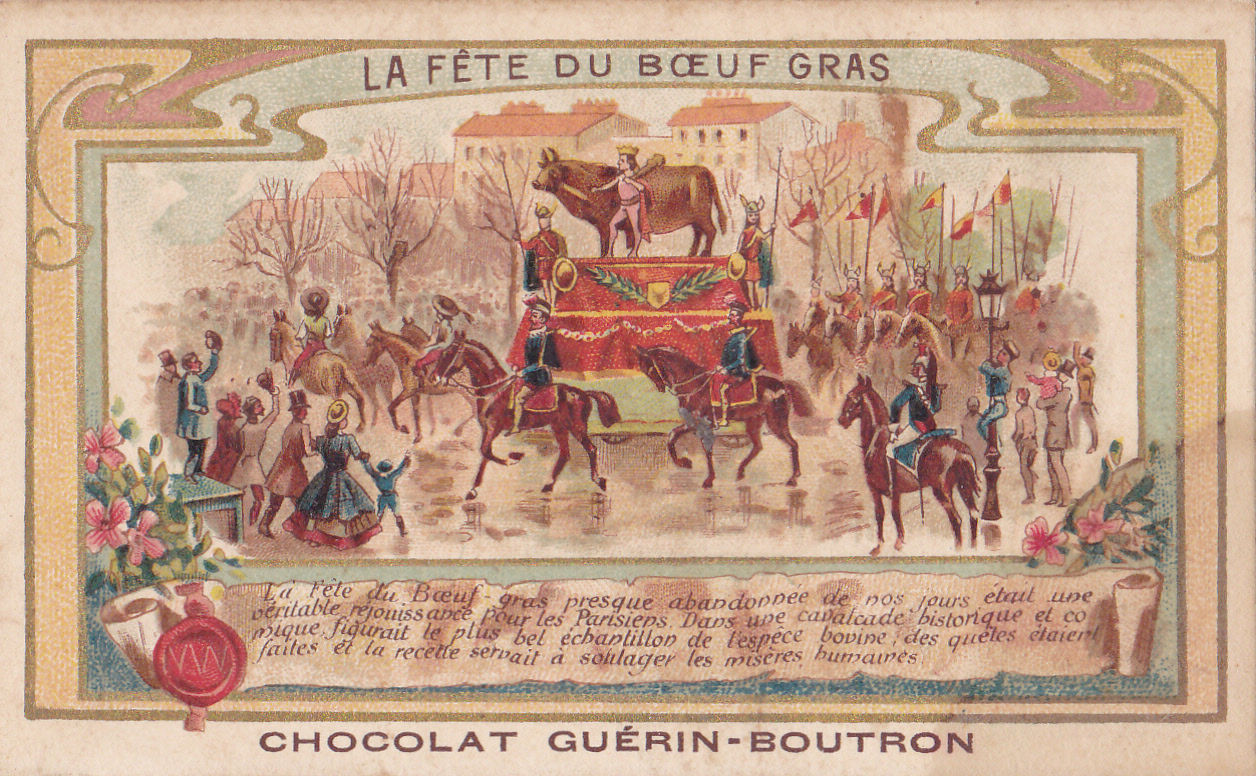
Del cioccolato
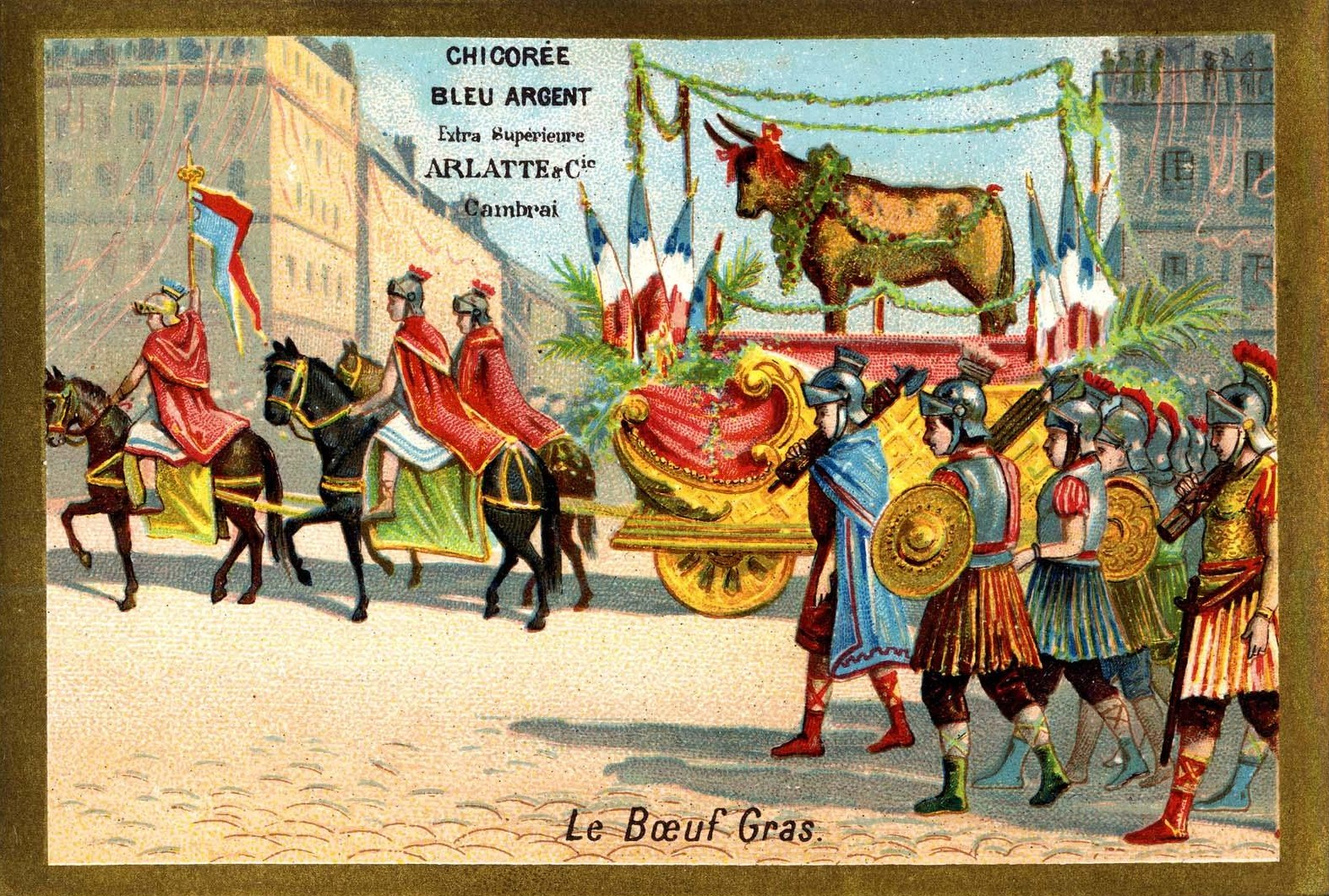
Della cicoria
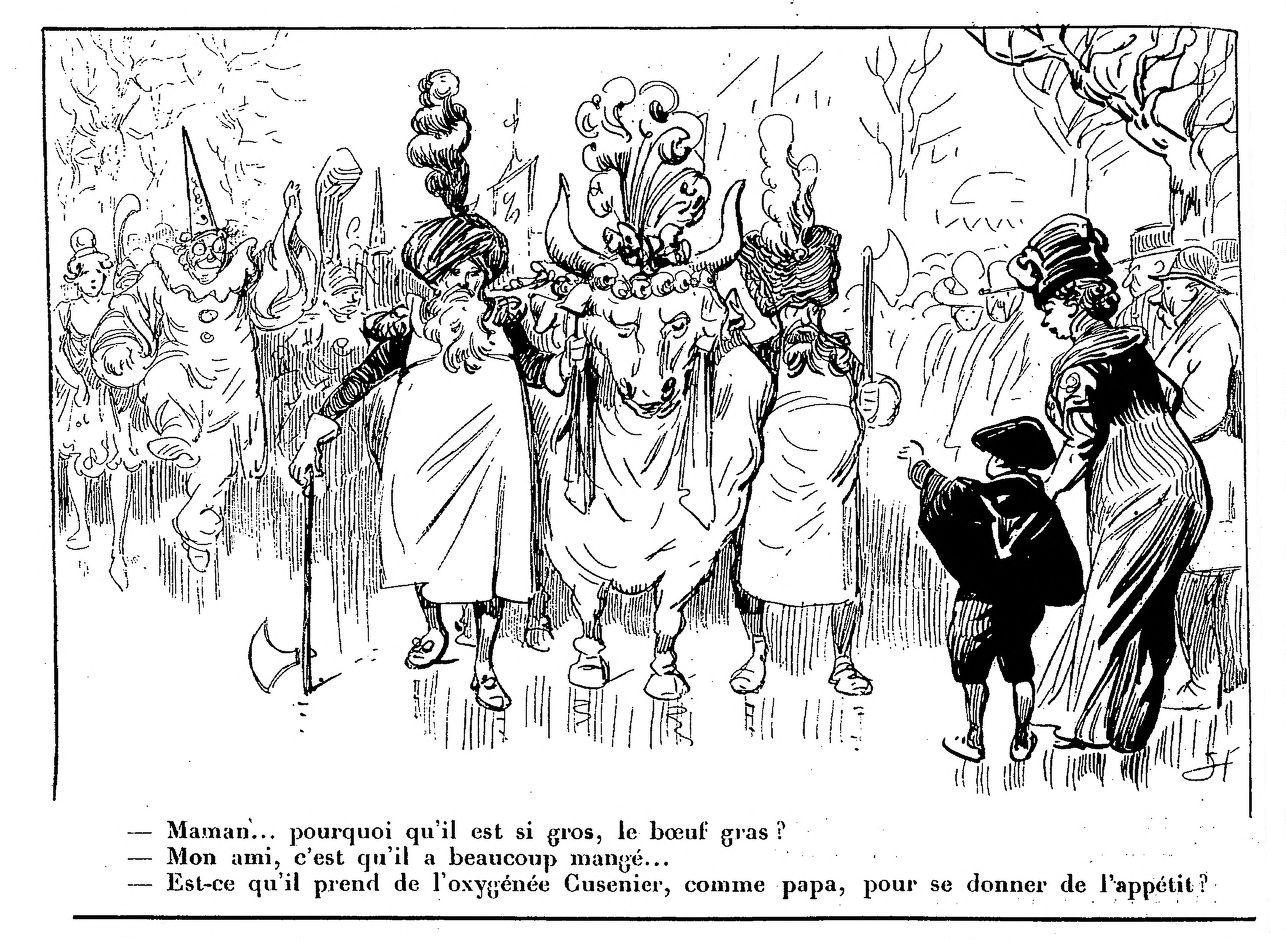
Di alcool